# Verner Karlsson (politiker, 1880-1954)

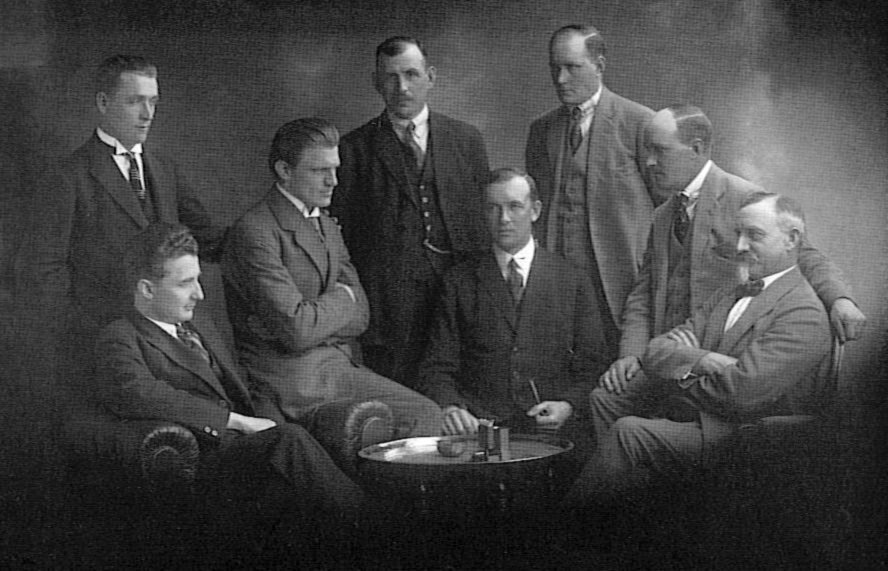
Den första kommunistiska riksdagsgruppen i Andra kammaren 1922. Stående från vänster: Viktor Herou, Verner Karlsson, Jonas Dahlén. Sittande från vänster: Karl Kilbom, August Spångberg, Helmer Molander, Carl Winberg.

Karl Verner Karlsson, född 12 september 1880 i Grangärde, död 19 december 1954 i Grangärde, gruvarbetare och riksdagsledamot (kommunist och senare socialdemokrat).
Karlsson var fram till mitten av 30-talet medlem i och riksdagsman för Kommunistpartiet. Men från valet 1936 var han riksdagsman för socialdemokraterna.
Karlsson var ledamot av riksdagens andra kammare 1922-1924 och från 1929. Han var även landstingsledamot 1922-1930.